# Jaszkowa Górna

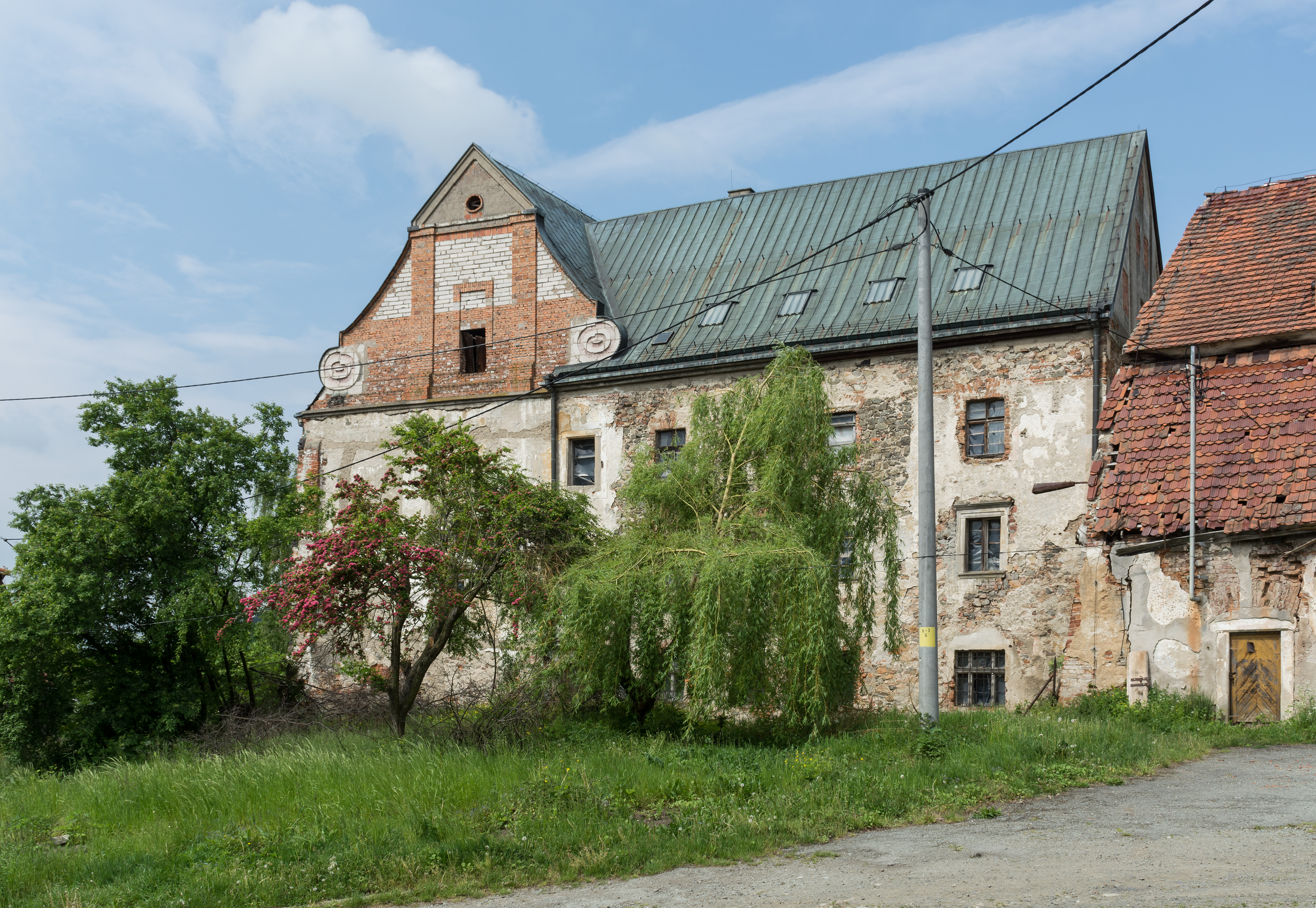
Dwór w Jaszkowej Górnej

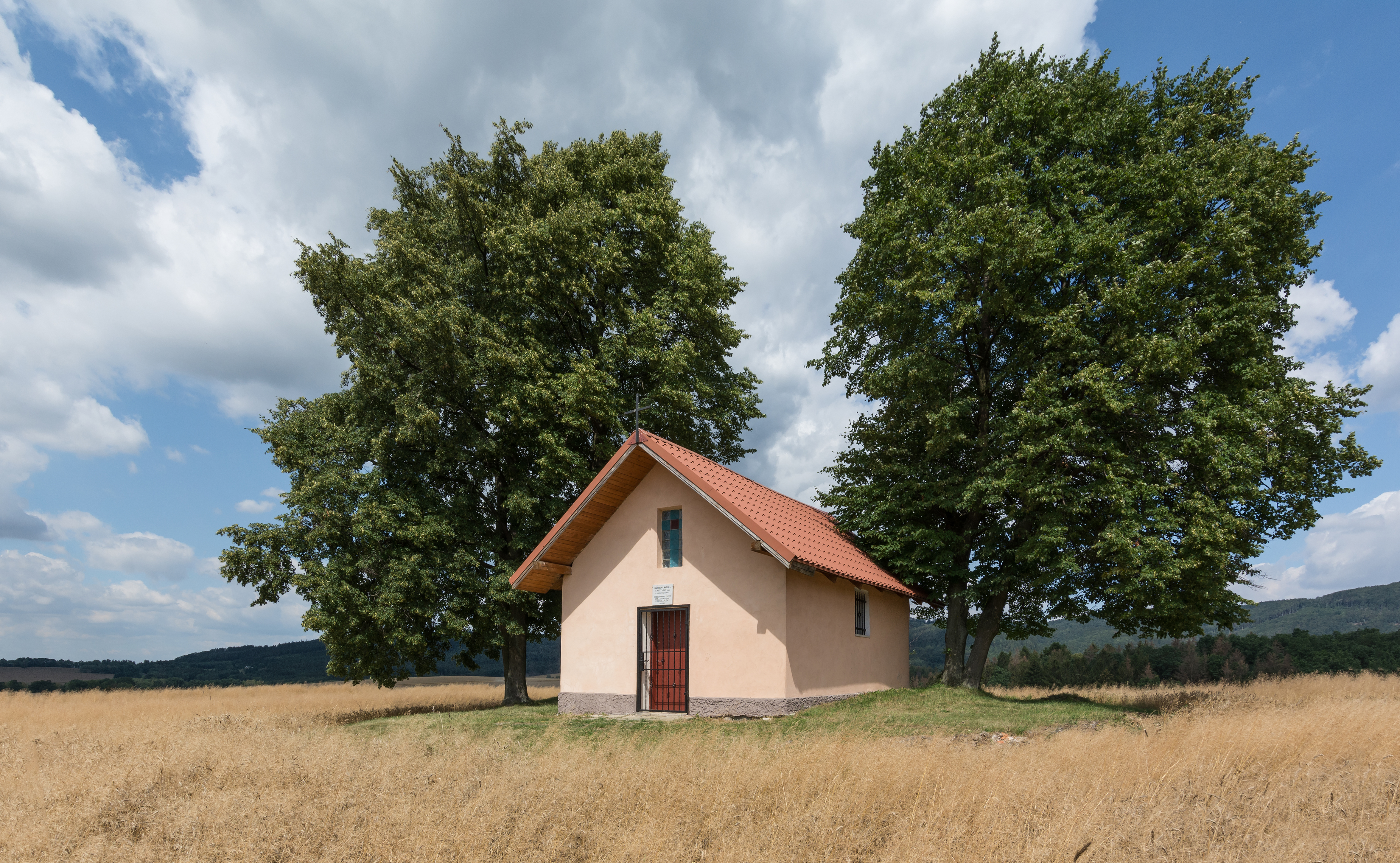
Kapliczka św. Anny w Jaszkowej Górnej

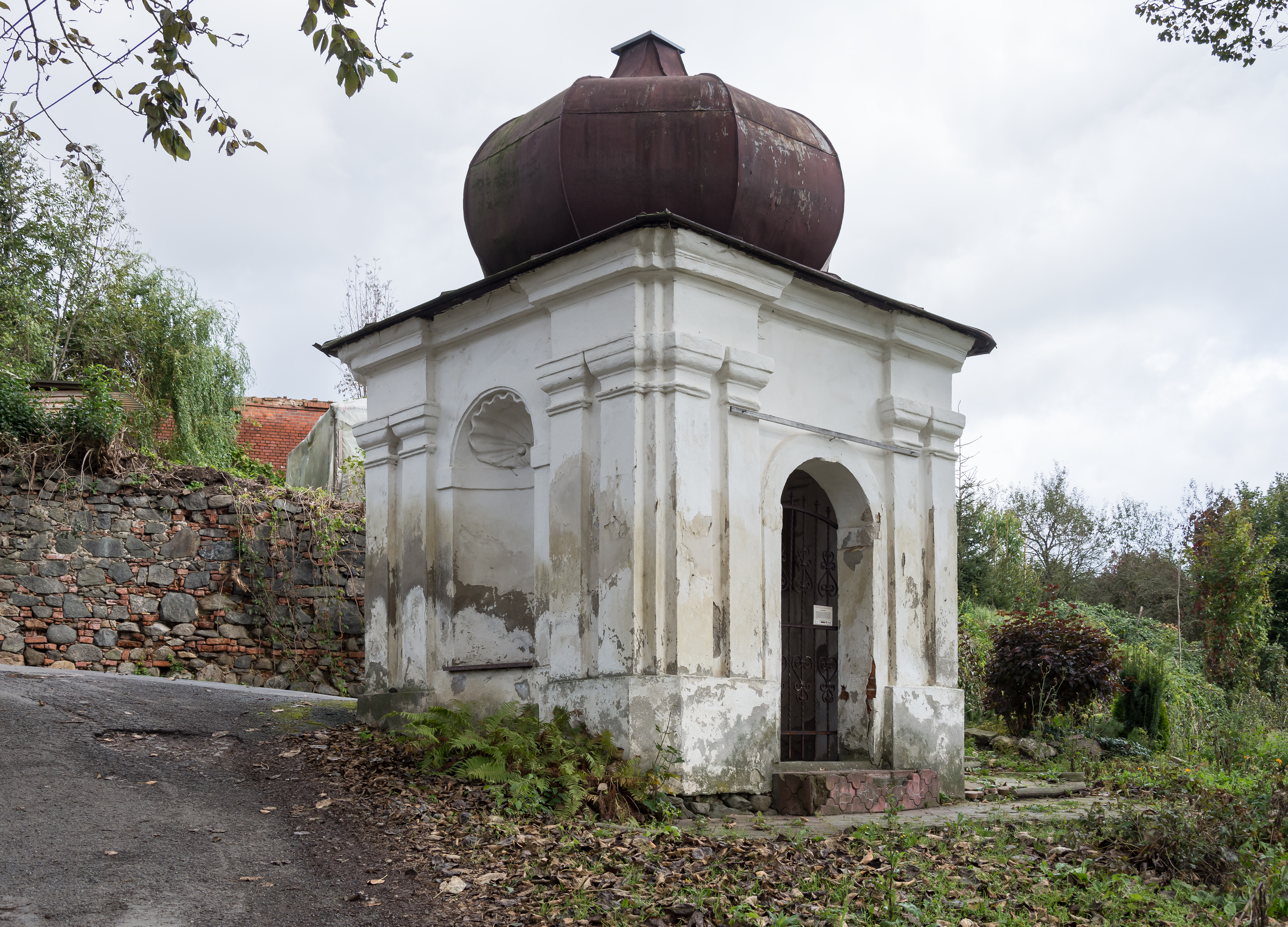
Kapliczka Matki Bożej w Jaszkowej Górnej

Jaszkowa Górna (niem. Oberhannsdorf) – wieś sołecka położona w Polsce, w województwie dolnośląskim, w powiecie kłodzkim, w gminie Kłodzko.
W latach 1954–1972 wieś należała i była siedzibą władz gromady Jaszkowa Górna. W latach 1975–1998 miejscowość administracyjnie należała do województwa wałbrzyskiego.

## Geografia

### Położenie geograficzne
Jaszkowa Górna leżą na granicy Kotliny Kłodzkiej i Gór Złotych, w Sudetach, w południowo-zachodniej Polsce. Od Kłodzka, stolicy gminy i powiatu oddalona są o ok. 7,5 km na południowy wschód. Na zachodzie graniczy z Jaszkową Dolną, na północy z Podzamkiem i Laskami (gmina Złoty Stok, powiat ząbkowicki), na wschodzie z Droszkowem i Chwalisławem (gmina Złoty Stok, powiat ząbkowicki), a na południu z Ołdrzychowicami Kłodzkimi i Rogówkiem.
| Rodzaj               | Powierzchnia (ha) | %      |
| -------------------- | ----------------- | ------ |
| użytki rolne         | 1601              | 65,05% |
| tereny zamieszkane   | 151               | 6,13%  |
| lasy                 | 709               | 28,82% |
| Powierzchnia wsi (Σ) | 2461              | 100%   |

Według danych z 2008 r. wieś zajmowała obszar 24,61 km², co stanowiło 9,76% powierzchni gminy Kłodzko. Była największą osadą położoną na terenie gminy.

### Warunki naturalne
Jaszkowa Górna jest długą wsią łańcuchową, ciągnącą się przez ok. 6 km w górnej części doliny Jaszkówki i jej źródliskowych dopływów, od wysokości 330 m po Przełęcz Droszkowską (550 m n.p.m.), gdzie graniczy z zabudowaniami Droszkowa. Najwyższym wzniesieniem w obrębie wsi jest Stróża (507 m n.p.m.).
W dolnej części łączy się z zabudowaniami Jaszkowej Dolnej. Wieś leży na granicy Gór Złotych na wschodzie i na północnym wschodzie oraz Kotliny Kłodzkiej na zachodzie, w której od południa wyrastają Wzgórza Rogówki.

### Budowa geologiczna
Okolice Jaszkowej Górnej są zbudowane głównie ze sjenitów, a od południa występują granodioryty amfibolowe, kwarcyty i amfibolity złupkowane w gnejsach. W strefie kontaktowej sjenitów można spotkać wezuwian. Część wzniesień na północny wschód od wsi w grzbiecie Gór Złotych budują granitoidy, które kiedyś były eksploatowane z niewielkich kamieniołomach. Występują też hornfelsy amfibolowo-kordierytowe z kordierytem, a także piryt oraz silliamanit w gnejsach łyszczykowych i adular w amfibolitach przeobrażonych.

## Demografia
Ludność Jaszkowej Górnej na przestrzeni stuleci kształtowała się w następujący sposób:

## Historia
| 1324 | öbrsten Hennigstorf obirsten Henningstorf    |
| 1351 | Obirsten Henygisdorf                         |
| 1361 | obirstyn Hennigisdorf                        |
| 1368 | Obirsetn Hennegesdorf                        |
| 1370 | superiori Henningsdorf Obirsetn Hennigisdorf |
| 1371 | Obrsten Hennigdtorf                          |
| 1375 | Obirsten Hennyngstorf                        |
| 1385 | Obirn Hennygsdorf                            |
| 1395 | Ober Hennegisdorf                            |
| 1407 | Superiori Hennigsdorff                       |
| 1418 | Ober Hennegisdorf                            |
| 1419 | Owern Hennegisdorff                          |
| 1485 | Obir-Hennigisdorff                           |
| 1488 | Ober Hennigitzdorff                          |
| 1498 | Oberhennigsdorff Obirhenngisdorff            |
| 1513 | Hannstoff                                    |
| 1555 | Hannigisdorff                                |
| 1631 | Superior Hansdorf                            |
| 1747 | Ober Hannsorff                               |
| 1765 | Ober Handsdorf                               |
| 1789 | Ober Hansdorff                               |
| 1933 | Oberhannsdorf                                |
| 1945 | Jaszkowa Górna                               |

### Początki osady
Jaszkowa Górna należy do najstarszych wsi w regionie. Tereny, na których powstała, były zasiedlone już w epoce neolitu, o czym świadczą znaleziska w postaci kamiennej motyki. Do założenia osady w tych okolicach zadecydowało jej dobre położenie w pobliżu Przełęczy Kłodzkiej, przez którą prowadził jeden z ważniejszych szlaków handlowych. Nie wiadomo kiedy powstała pierwsza osada, jednak znana jest jej lokacja na prawie niemieckim, która miała miejsce w 1328 r.

### Średniowiecze
Wieś była podzielona od czasów średniowiecza na kilka części mających różnych właścicieli, z czego jej część należała do Kłodzka. W 1324 r. pojawia się pierwsza wzmianka o osadzie, która mówi o opłacie na rzecz kościoła w Kłodzku, którą miał uiszczać J. G. Otto von Glubos. Niedługo potem w Jaszkowej Górnej powstało dziedziczne wolne sędziostwo, które z czasem uległo podziałowi. Wieś i sędziowie często występowali w dokumentach w XIV i XV w. przy okazji transakcji kupna-sprzedaży i określeniu wymiaru czynszu. W 1351 r. wymieniony był Herman Cenebus, posiadający tutaj 9 łanów i 14 prętów oraz Hennel von der Stercz, który miał 14 łanów, a w 1361 r. Heynrich von Sydelicz. Natomiast siedem lat później, w związku z posiadłością obejmującą 14 łanów, wymieniono Mertena von Panwicza i Hannusa von der Stercz. W 1370 r. Hannus von der Stercz i Otto von Glubos zawarli transakcję o wartości 20 polskich marek, obejmującą także Jaszkową Górną. W tym samym roku wymieniono też sędziego Johanne, który płacił klasztorowi krzyżowców w Kłodzku markę. W 1375 r. w umowie kupna-sprzedaży wystąpił Petrin Molnern. Z kolei w 1380 r. wspomniany został Jacobus, altarysta z Jaszkowej Górnej, ponieważ 10 lat wcześniej powstał tu kościół podległy parafii św. Jana Chrzciciela w Jaszkowej Dolnej.
Następne lata aż do połowy XV w. charakteryzowały się częstymi zmianami sędziów, którzy figurowali na wielu dokumentach dotyczących kupna-sprzedaży okolicznych dóbr. Sytuacja ustabilizowała się dopiero, kiedy pół dziedzicznego łana otrzymał od Hynka Krušiny, starosta hrabstwa kłodzkiego, niejaki S. Daniel, w posiadaniu którego rodziny znajdowała się część Jaszkowej Górnej przez wiele lat. Ponadto mieli też w posiadaniu część Jaszkowej Dolnej. W 1464 r. przy okazji sprzedaży wsi potwierdzono istnienie we wsi młyna wodnego. W 1474 r. dobra dworskie obejmowały 1 łan i 3 pręty, a wkrótce powstał folwark dworski. W 1484 r. były to już dobra dziedziczne, które otrzymali Schaffgotschowie, a obejmowały one jeszcze Droszków i Skrzynkę. W 1485 r. właścicielem był Hans Gotze von Schaffgotsch, a sędziostwo w 1487 r. posiadał Hans Daniel. W 1491 r. Hans Schoff nabył za 100 węgierskich dukatów dobra, stanowiące lenno rycerskie, które obejmowało także Jaszkową Górną. Dlatego też w dokumentach pisał się jako z Jaszkowej (von Hannsdorf). Transakcję tę potwierdzili książęta ziębiccy z dynastii Podiebradów. Ponowne zatwierdzenie z 1494 r. mówiło o 9 łanach oraz 5,5 prętów gruntu z 15 kmieciami i 1 zagrodnikiem. W tym samym czasie 15 prętów lenna rycerskiego posiadał Hans Daniel, który płacił z Jaszkowej Górnej i Dolnej 30 marek polskich czynszu.

### W dobie reformacji i pod panowaniem Habsburgów
U progu XVI w. wieś była bogata, a średniej wielkości gospodarstwo obejmowało 7 prętów. Mieszkańcy Jaszkowej Górnej wywodzili się w większości z miejscowej ludności pochodzenia słowiańskiego, ponieważ dokumenty kościelne z 1508 r. wspominają również polskie pochodzenie. W 1521 r. wzniesiono we wsi dwór. Do tutejszej parafii katolickiej należał Droszków, Podzamek i Jaszkowa Dolna, w której wówczas była tylko kaplica cmentarna.
Burzliwy przebieg miała na tym obszarze wojna trzydziestoletnia (1618–1648). Po klęsce obozu protestanckiego pod Białą Górą w 1620 r. na ziemi kłodzkiej nastąpiły represje wobec protestantów i przymusowa rekatolicyzacja prowadzona przez wojska cesarskie. Na skutek represji i kontrybucji chłopi buntowali się i w 1621 r. założyli związek obronny obejmujący mieszkańców: Ołdrzychowic Kłodzkich, Skrzynki, Jaszkowej Dolnej i Górnej oraz Żelazna i Rogówka. Doszło wtedy do szeregu potyczek i bitew, w tym pod Jaszkową Górną, pod którą zginęło 100 chłopów, co doprowadziło do upadku buntu. W tym samym czasie przez wieś przechodził oddział lisowczyków, spieszących z pomocą pułkowi von Liechetensteina, który znajdował się pod oblężeniem przez inne grupy zbuntowanych chłopów w Bystrzycy Kłodzkiej.
Mimo zniszczeń i prześladowań Jaszkowa Górna pozostała bogatą wsią. W 1631 r. składała się z kilku niezależnych części, należących kolejno m.in. do Ch. Wilhelma, G. Philippsa, P. Kuschella i H. Kuschella. Mieszkało tutaj 54 gospodarzy płacących dziesięcinę, sam kościół był dobrze wyposażony, posiadając 2 dzwony i bogaty zestaw aparatów kościelnych. Dopiero w 1672 r. reaktywowano w Jaszkowej Górnej parafię katolicką ponownie odłączając ją od dolnojaszkowskiej parafii. Wieś wchodziła w skład dóbr hr. von Götza. W latach 1679–1680 doszło do kolejnych rozruchów chłopskich, które zostały szybko spacyfikowane przez aresztowanie ich przywódców.

### Pod panowaniem pruskim, niemieckim
W 1742 r., a ostatecznie w 1763 r. hrabstwo kłodzkie, a wraz z nim Jaszkowa Górna znalazła się w granicach Królestwa Prus monarchii Hohenzollernów. Wieś była w XVIII w. centrum dużego majątku. W 1747 r. składała się ona z czterech części należących do: hrabiego von Götza, 54 kmieci i 192 zagrodników i chałupników, następne zaś do: Riedela, Kuschela i Wunschkego, z których każda liczyła po jednym zagrodniku. We wsi znajdował się dwór, kościół, kaplica oraz aż 5 młynów wodnych. W 1765 r. właścicielem całej wsi był hrabia von Götz, a mieszkało tu 49 kmieci, 137 zagrodników i 58 chałupników, w tym 24 rzemieślników.
W drugiej połowie XVIII w. stale rozwijała się i uważana była za jedną z największych w hrabstwie. W 1787 r. należał do niej przysiółek Gaj. Cała osada liczyła aż 252 zagrody i dzieliła się na 6 części należących do:
- hrabiego von Magnisa – 48 kmieci i 145 zagrodników oraz chałupników; był tu kościół, szkoła i 4 młyny wodne,
- K. Aster – 1 kmieć i 13 zagrodników,
- A. Kuschel – 1 kmieć i 12 zagrodników,
- F. Kuschel – 1 kmieć i 8 zagrodników,
- J. Thiend – 1 kmieć i 4 zagrodników.
- szpital w Kłodzku – 2 kmieci i 7 zagrodników oraz chałupników.

W całej wsi z kolei działało 23 rzemieślników i 15 kramarzy.
Położenie Jaszkowej Górnej w pobliżu Przełęczy Kłodzkiej dało się szczególnie we znaki na początku XIX w. podczas wojen napoleońskich. W 1807 r. wobec spodziewanego ataku Francuzów ufortyfikowano obie Jaszkowe, budując fortyfikacje ziemne. W czerwcu tego samego roku doszło do kilku potyczek w pobliżu Jaszkowej Górnej, w wyniku których wieś kilkakrotnie przechodziła z rąk do rąk. W końcu Prusacy zostali wyparci w kierunku Kłodzka. W walkach po stronie napoleońskiej uczestniczyły dwa szwadrony polskich ułanów z Legii Polsko-Włoskiej, liczące ok. 300 żołnierzy.
Źródła z 1816 r. wymieniają kolejny przysiółek Jaszkowej Górnej – Kräkenhäuser, ale już w 1845 r. był on doszczętnie zniszczony i opuszczony. W pierwszej ćwierci XIX w. utrzymywał się podział Jaszkowej Górnej, ale już na siedem części oraz kolonię Gajek, należącą do hrabiów von Magnisów. Nadal największą część posiadali Magnisowie, liczącą 224 budynki mieszkalne i folwark Oberhof z 16 budynkami. Kolejne trzy części posiadali wolni kmiecie: Hartwig – 15 budynków, Kuschel – 13 budynków i Thiend – 4 budynki. Ostatnią część (8 budynków) nadal dzierżył kłodzki szpital. W 1840 r. część Hartwiga i tzw. Götzhof przejął hrabia von Magnis, zaś posiadacze pozostałych dóbr nie zmieniali się. We wsi działała szkoła katolicka, 4 młyny wodne, olejarnia, wapiennik oraz 39 rzemieślników i 25 handlarzy. W 1870 r. Jaszkowa Górna stanowiła własność von Magnisów z Ołdrzychowic Kłodzkich, zaś we wsi mieszkał dzierżawca Winkler.
W 1910 r. do Jaszkowej Górnej należały przysiołki: Asteghof i Hahndorf oraz leśniczówka w Gaju. Osada przez cały czas również przez okres dwudziestolecia międzywojennego miała rolniczy charakter, w odróżnieniu od innych wsi regionu, gdzie rozwinął się przemysł.

### W granicach Polski
Po zakończeniu II wojny światowej Jaszkowa Górna znalazła się w granicach Polski. Pozostała wsią rolniczą, której korzystne warunki klimatyczne oraz położenie sprzyjały rozwojowi rolnictwa. Wybudowano wiele budynków mieszkalnych i gospodarczych oraz obiekty usługowe. Jednak o połowę zmalała liczba mieszkańców utrzymujących się przede wszystkim z rolnictwa. Tendencja ta uległa częściowemu odwróceniu dopiero w latach 80. XX w. Wieś cieszyła się pewną popularnością wśród turystów, gdy w miejscowym dworze służącym za składnicę muzealną mieściło się tymczasowo Muzeum Ziemi Kłodzkiej, w okresie adaptacji dawnego konwiktu jezuickiego na jego siedzibę w Kłodzku.
W lipcu 1997 r. i lipcu 2009 r. wieś została nawiedzona przez powodzie, które przyniosły jej częściowe zniszczenia.
W 2010 roku wieś otrzymała tytuł najpiękniejszej wsi Dolnego Śląska, pokonując inne miejscowości w konkursie realizowanym przez Wydział Rozwoju Obszarów Wiejskich Dolnośląskiego Urzędu Marszałkowskiego, stanowiącego jeden z elementów wsparcia dla sołectw i gmin uczestniczących w Odnowie Wsi Dolnośląskiej.

## Zabytki

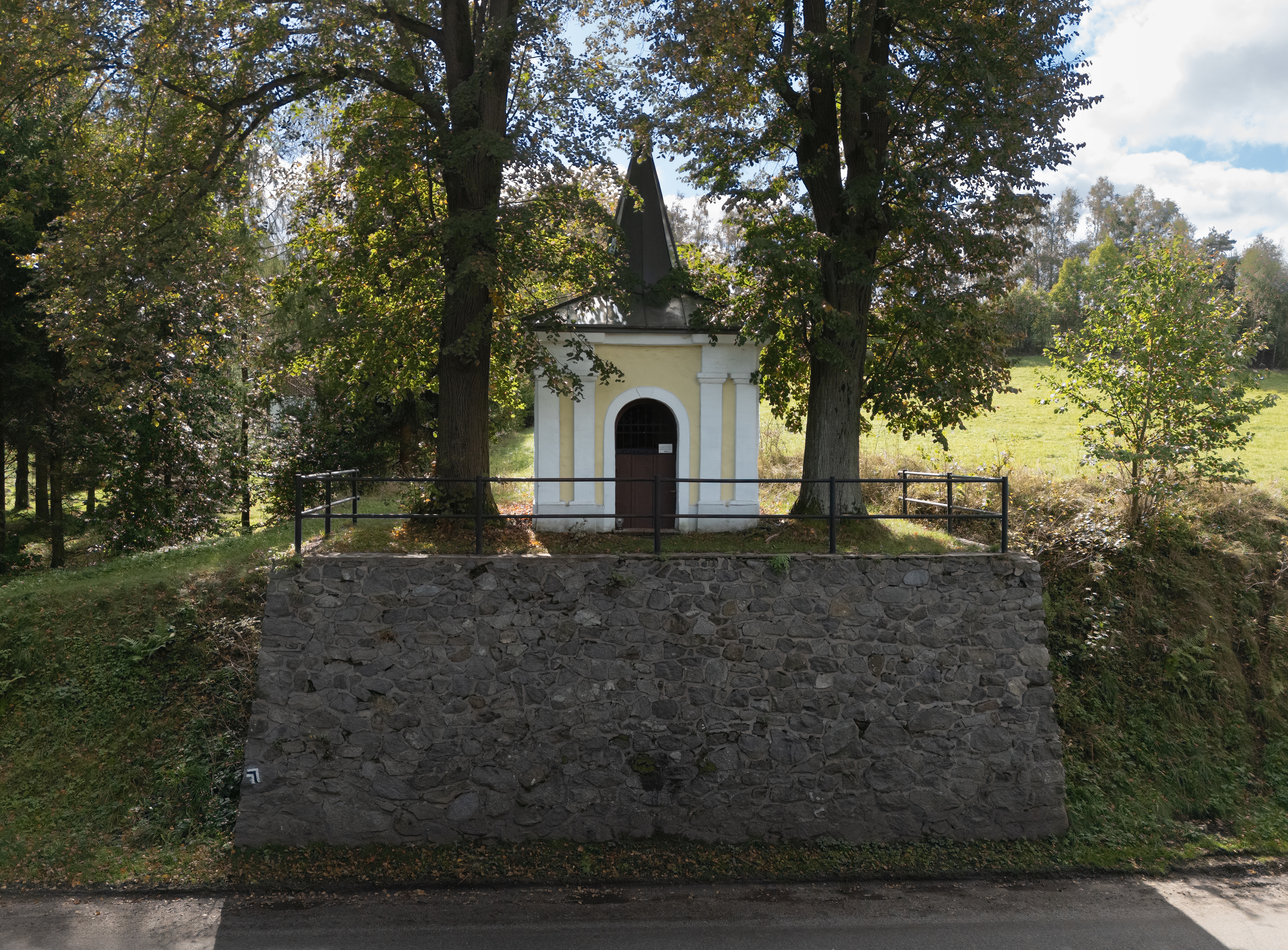
Kaplica domkowa

Jaszkowa Górna zachowała w pełni czytelny do dziś układ wsi łańcuchowej, który zawiera cenne i liczne zabytki. Do cenniejszych obiektów wpisanych do rejestru zabytków Narodowego Instytutu Dziedzictwa zaliczyć należy:
- Kościół św. Mikołaja w Jaszkowej Górnej, parafialny, pierwotny z ok. 1470 r., przebudowany na renesansowy w 1558 r. i na barokowy w 1777 r.
- Zespół dworsko-folwarczny z XVI w., w skład którego wchodzą:
  - dwór[27], z XVI w.
  - stajnia, ob. mieszkania, z 1 poł. XVII w., przebudowana w XVIII w.
  - kuźnia, z 1 poł. XIX w.
  - spichlerz, z 1843 r.
  - owczarnia, ob. magazyn, z 1849 r.
  - owczarnia, ob. obora, z 1843 r.
  - ogrodzenie z bramą, z XVI-XIX w.[28]

inne zabytki:
- trzy kaplice domkowe
- domy mieszkalne, mieszkalno-gospodarcze i obiekty gospodarcze – w większości pochodzące z XIX w.

## Edukacja i kultura
W Jaszkowej Górnej działała szkoła podstawowa, ulokowana w centrum wsi, w której kształciły się tutejsze dzieci.
Większość mieszkańców Jaszkowej Górnej jest wyznania katolickiego. Działalność prowadzi tutaj katolicka parafia św. Mikołaja, utworzona w XVI w. wchodząca w skład dekanatu kłodzkiego, należącego do diecezji świdnickiej. Należy do niej także pobliski Droszków.
We wsi działa świetlica oraz koło gospodyń wiejskich.

## Administracja
Jaszkowa Górna po zakończeniu II wojny światowej znalazł się w granicach Polski. Weszła w skład województwa wrocławskiego, powiatu kłodzkiego i gminy Kłodzko. Po likwidacji gmin w 1954 r. i powołaniu w ich miejsce gromad Jaszkowa Górna została wsią gromadzką. Po zmianach w administracji terenowej w latach 70. XX w. osada weszła ponownie w skład gminy Kłodzko i województwa wałbrzyskiego.
Ostatnia zmiana miała miejsce w 1990 r., kiedy to na terenie gminy utworzono sołectwa jako jednostki pomocniczego podziału administracyjnego, którego jedna z siedzib znalazła się w Jaszkowej Górnej.
Organem władzy ustawodawczej jest tutaj wybierana w wyborach powszechnych na 4-letnią kadencję rada sołecka, na czele której stoi sołtys, jako jednoosobowy organ władzy wykonawczej. Obecnie funkcję tę pełni Robert Kirkiewicz. Koordynatorem samorządowym jest Michał Piszczek.
Mieszkańcy wsi wybierają do Rady Gminy jednego radnego co 5 lat, tworząc wspólny okręg wyborczy z Droszkowem i Rogówkiem. Od 2018 roku mandat ten sprawuje Krzysztof Herda z KKO.

## Infrastruktura

### Transport
Jaszkowa Górna leży na uboczu ważnych szlaków komunikacyjnych ziemi kłodzkiej. Przez wieś przebiega lokalna droga z Kłodzka przez Przełęcz Droszkowską do Ołdrzychowic Kłodzkich. Komunikację autobusową zapewnia PKS Kłodzko. W samej wsi znajdują się cztery przystanki autobusowe. Najbliższa stacja kolejowa znajduje się w Kłodzku – Kłodzko Miasto.

### Bezpieczeństwo
W zakresie ochrony przeciwpożarowej oraz innych miejscowych zagrożeń – Jaszkowa Górna podlega rejonowi działania Powiatowej Straży Pożarnej oraz Komendzie Powiatowej Policji w Kłodzku. We wsi ponadto działa ochotnicza straż pożarna, działająca nieprzerwanie od 1946 r. We wsi znajduje się praktyka lekarza rodzinnego oraz gabinet stomatologiczny. Ponadto działa tu filia biblioteki gminnej w Ołdrzychowicach Kłodzkich oraz mieściła się poczta.

## Gospodarka
W gospodarce wsi dominuje rolnictwo. Znajduje się tu 128 gospodarstw rolnych, w większości drobnych, o areale poniżej 2,0 ha, jednak wyłącznie z pracy w rolnictwie utrzymywało się aż 78% ludności czynnej zawodowo. Pozostali pracują głównie w Kłodzku, z którym Jaszkowa jest silnie związana funkcjonalnie i komunikacyjnie, ponieważ Jaszkowa Dolna graniczy bezpośrednio z miastem. W Jaszkowej Górnej szczególnie rozwinięty jest chów bydła. Istnieją 2 gospodarstwa rolne wchodzące w skład POHZ. Dobrze rozwinięte jest zaplecze handlowo-usługowe.

## Ważniejsze osobistości
- Georg Amft (ur. 1873 w Jaszkowej Górnej, zm. 1937 w Polanicy-Zdroju) – nauczyciel z zawodu, z zamiłowań kompozytor i badacz pieśni ludowych; zebrał ich ponad 1800; stworzył też wiele utworów o tematyce regionalnej; od 1916 r. uczył w szkole muzycznej w Bydgoszczy, a od 1919 r. w Bystrzycy Kłodzkiej.
- Paul Olbricht (ur. 1890 w Jaszkowej Górnej, zm. 1942 w Kłodzku) – konstruktor i wykonawca instrumentów muzycznych, głównie fortepianów; posiadał zakład w Kłodzku, a jego fortepiany cieszyły się uznaniem w wielu krajach Europy.
- Hermann Schmidt (ur. 1869 w Jaszkowej Górnej, zm. 1925 w Berlinie) – poeta ludowy i muzyk; z zawodu urzędnik policyjny; był autorem wierszy i dramatów regionalnych pisanych lokalną gwarą.
- Heinrich Wagner(inne języki) (ur. 1945 w Jaszkowej Górnej) – historyk, mediewista.